# Mensenrechten in Nepal
Onder de mensenrechten in Nepal worden hoofdzakelijk de fundamentele mensenrechten verstaan, zoals in 1966 werd neergelegd in de Universele verklaring van de rechten van de mens.

## Algemeen
Volgens een rapport van uit de archieven van het Amerikaans Congres van 2005, waren tot het eind van de 20e eeuw zijn burgerrechten in Nepal ingeperkt, hoewel de regering van Nepal niet kon worden gerekend tot een van de grote schenders van de mensenrechten ter wereld. Nepal kende niettemin in 2005 geen wet tegen huiselijk geweld, noch tegen marteling door de politie. De politie staat begin 21e eeuw bekend om het gebruik van buitensporig geweld en corruptie.
Na en buiten het conflict om, waren de burgerrechten gespannen en kwamen schendingen van de mensenrechten veelvuldig voor. Dit betrof onder meer de discriminatie op basis van het kastenstelsel, sekse, etniciteit en seksuele geaardheid. Daarnaast was er in grote mate sprake van huiselijk geweld, dwangarbeid en gedwongen prostitutie. De vrijheid van meningsuiting, persvrijheid, recht op vergadering werden in februari 2005 sterk ingeperkt, toen koning Gyanendra (regering van 2001-2008) de grondwet buiten werking stelde.

## Burgeroorlog (1996-2006)
Niettemin zijn schendingen van de mensenrechten aanzienlijk toegenomen aan het eind van de eeuw, wat in 1996 escaleerde tot de Nepalese Burgeroorlog, waarbij veiligheidspolitie in groten getale uittrok tegen leden van de Communistische Partij van Nepal (Maoïstisch). In deze burgeroorlog die tot november 2006 duurde, was Nepal volgens de Verenigde Naties een van de landen met de meeste ontvoeringen en arrestaties door de veiligheidsdiensten ter wereld. Volgens de maoïsten ging het om 36.849 ontvoeringen. De veiligheidstroepen werden beschuldigd van gedwongen verdwijningen, onwettige moorden, willekeurige gevangennemingen, martelingen en tegenwerking van zowel rechtbanken als onderzoeken naar de situatie van de mensenrechten, zonder dat dit leidde tot strafvervolging.